# Robert Fitzpatrick (arts)
Pour les articles homonymes, voir Robert Fitzpatrick.
Robert J. Fitzpatrick, né en 1940 à Toronto et mort le 30 septembre 2024 à New York,, est un chef d'entreprise américain, notamment PDG d'Euro Disney SCA.

## Biographie
Il fut le président du California Institute of the Arts.
En 1987, il est nommé PDG d'Euro Disney SCA. Il est alors le responsable du financement et de la construction du complexe de Euro Disney Resort. Le complexe ouvre le 12 avril 1992.
En 1993, il est remplacé par Philippe Bourguignon, il devient par la suite doyen de la School of the Arts de l'université Columbia, puis président du musée d'Art contemporain de Chicago.
Il est marié à une Française depuis 1966.